# Arthritica crassiformis
Arthritica crassiformis är en musselart som beskrevs av Powell 1933. Arthritica crassiformis ingår i släktet Arthritica och familjen Lasaeidae. Inga underarter finns listade i Catalogue of Life.